# Konga (commune de Tingsryd)
Pour les articles homonymes, voir Konga.
Konga est une localité de Suède dans la commune de Tingsryd située dans le comté de Kronoberg.
Sa population était de 466 habitants en 2019.